# Rhimphoctona genalis
Rhimphoctona genalis är en stekelart som först beskrevs av Sanborne 1986.  Rhimphoctona genalis ingår i släktet Rhimphoctona och familjen brokparasitsteklar. Inga underarter finns listade i Catalogue of Life.